# Alemania en los Juegos Olímpicos de Pekín 2022
Alemania estuvo representada en los Juegos Olímpicos de Pekín 2022 por un total de 149 deportistas que competirán en 14 deportes. Responsable del equipo olímpico es la Confederación Deportiva Olímpica Alemana, así como las federaciones deportivas nacionales de cada deporte con participación.
Los portadores de la bandera en la ceremonia de apertura fueron el piloto de bobsleigh Francesco Friedrich y la patinadora de velocidad Claudia Pechstein.

## Medallistas
El equipo olímpico alemán obtuvo las siguientes medallas:
| Nombre                                                               | Deporte           | Competición                   |
| -------------------------------------------------------------------- | ----------------- | ----------------------------- |
| Oro                                                                  |                   |                               |
| Denise Herrmann                                                      | Biatlón           | Individual F                  |
| Francesco Friedrich Thorsten Margis                                  | Bobsleigh         | Doble M                       |
| Francesco Friedrich Thorsten Margis Candy Bauer Alexander Schüller   | Bobsleigh         | Cuádruple M                   |
| Laura Nolte Deborah Levi                                             | Bobsleigh         | Doble F                       |
| Vinzenz Geiger                                                       | Combinada nórdica | TN + 10 km M                  |
| Katharina Hennig Victoria Carl                                       | Esquí de fondo    | Velocidad por equipo F        |
| Johannes Ludwig                                                      | Luge              | Individual M                  |
| Tobias Wendl Tobias Arlt                                             | Luge              | Doble M                       |
| Natalie Geisenberger                                                 | Luge              | Individual F                  |
| Natalie Geisenberger Johannes Ludwig Tobias Wendl Tobias Arlt        | Luge              | Equipo mixto                  |
| Christopher Grotheer                                                 | Skeleton          | Individual M                  |
| Hannah Neise                                                         | Skeleton          | Individual F                  |
| Plata                                                                |                   |                               |
| Johannes Lochner Florian Bauer                                       | Bobsleigh         | Doble M                       |
| Johannes Lochner Florian Bauer Christopher Weber Christian Rasp      | Bobsleigh         | Cuádruple M                   |
| Mariama Jamanka Alexandra Burghardt                                  | Bobsleigh         | Doble F                       |
| Manuel Faißt Julian Schmid Eric Frenzel Vinzenz Geiger               | Combinada nórdica | TG + 4×5 km por equipo M      |
| Emma Aicher Lena Dürr Julian Rauchfuß Alexander Schmid Linus Straßer | Esquí alpino      | Equipo mixto                  |
| Katherine Sauerbrey Katharina Hennig Victoria Carl Sofie Krehl       | Esquí de fondo    | Relevo 4 × 5 km F             |
| Toni Eggert Sascha Benecken                                          | Luge              | Doble M                       |
| Anna Berreiter                                                       | Luge              | Individual F                  |
| Katharina Althaus                                                    | Saltos en esquí   | Trampolín normal F            |
| Axel Jungk                                                           | Skeleton          | Individual M                  |
| Bronce                                                               |                   |                               |
| Vanessa Voigt Vanessa Hinz Franziska Preuß Denise Herrmann           | Biatlón           | Relevo F                      |
| Christoph Hafer Matthias Sommer                                      | Bobsleigh         | Doble M                       |
| Daniela Maier                                                        | Esquí acrobático  | Campo a través F              |
| Karl Geiger                                                          | Saltos en esquí   | Trampolín grande M            |
| Constantin Schmid Stephan Leyhe Markus Eisenbichler Karl Geiger      | Saltos en esquí   | Trampolín grande por equipo M |